# برانیسلاو یووانوویچ
برانیسلاو یووانوویچ (صربی: Branislav Jovanović؛ زادهٔ ۲۱ سپتامبر ۱۹۸۵) بازیکن فوتبال اهل صربستان است.
از باشگاه‌هایی که در آن بازی کرده‌است می‌توان به باشگاه فوتبال اتنیکوس اچنا، باشگاه فوتبال راد، و باشگاه فوتبال پارتیزان اشاره کرد.
وی همچنین در تیم ملی فوتبال صربستان بازی کرده‌است.